# Harry Golombek
Harry Golombek OBE (1 de março de 1911 – 7 de janeiro de 1995), foi um autor, Mestre Internacional, Grande Mestre honorário, árbitro do xadrez. Foi três vezes campeão britânico, em 1947, 1949 e 1955.
Foi correspondente do jornal The Times, funcionário da FIDE e atuou como árbitro em vários importantes eventos como o Torneio de Candidatos de 1959 na antiga Iugoslávia e no Campeonato Mundial de Xadrez de 1963 entre Mikhail Botvinnik e Tigran Petrosian.

## Livros publicados
- Golombek's Encyclopedia of Chess (em inglês). [S.l.]: Batsford/Crown. 1977. ISBN 0-517-53146-1
- The Game of Chess (em inglês). [S.l.]: Penguin. 1954
- A History of Chess (em inglês). [S.l.]: Routledge & Kegan Paul. 1976. ISBN 0-7100-8266-5
- The Art of the Middle Game (em inglês). [S.l.]: Penguin. ISBN 0-14-046-102-7
- Modern Opening Chess Strategy (em inglês). [S.l.]: Pitman. 1959
- Reti's Best Games of Chess (em inglês). [S.l.]: B. Bell & Sons, Ltd. 1954, republicado em 1974 por Dover Publications, Inc.
- Instructions to Young Chess Players (em inglês). [S.l.]: Pitman. 1958. ISBN 0273485504